# Onze-Lieve-Vrouw-van-Bijstandkerk (Stekene)
De Onze-Lieve-Vrouw van Bijstandkerk is de parochiekerk van de tot de Oost-Vlaamse gemeente Stekene behorende plaats Hellestraat, gelegen aan Hellestraat 188/a.

## Geschiedenis
Aan Hellestraat 209 werd in 1851 een kapel opgericht waar ook godsdienstlessen werden gegeven. Tot 1936 was hier een schooltje, waarna het als woonhuis werd ingericht.
In plaats van de oude kapel werd in 1912 een nieuw kerkje gebouwd. Het is een eenvoudig zaalkerkje onder zadeldak, getooid met een dakruiter welke voorzien is van een met leien bedekt dakje. In 1913 werd Hellestraat als afzonderlijke parochie erkend. Het kerkje werd beschouwd als voorlopige kerk, maar een definitieve kerk is er nooit gekomen.
In 1957 werden een aantal glas-in-loodramen aan het kerkje geschonken. In 1985 werden in de kerk in de vorm van -door de parochianen vervaardigde- beeldjes en schilderijtjes allerlei bijbeltaferelen opgesteld en ontstond de bijbelkerk. Onder meer 1500 beeldjes van papier-maché zijn in de kerk aanwezig.
In de kerk worden vanaf het 2e decennium van de 21e eeuw geen regelmatige diensten meer gehouden, maar liturgische plechtigheden als doop, huwelijk en begrafenis vinden er nog plaats.